# Paragiopagurus macrocerus
Paragiopagurus macrocerus is een tienpotigensoort uit de familie van de Parapaguridae. De wetenschappelijke naam van de soort is voor het eerst geldig gepubliceerd in 1955 door Forest.